# Wilhelm Rimpau (Agrarwissenschaftler)

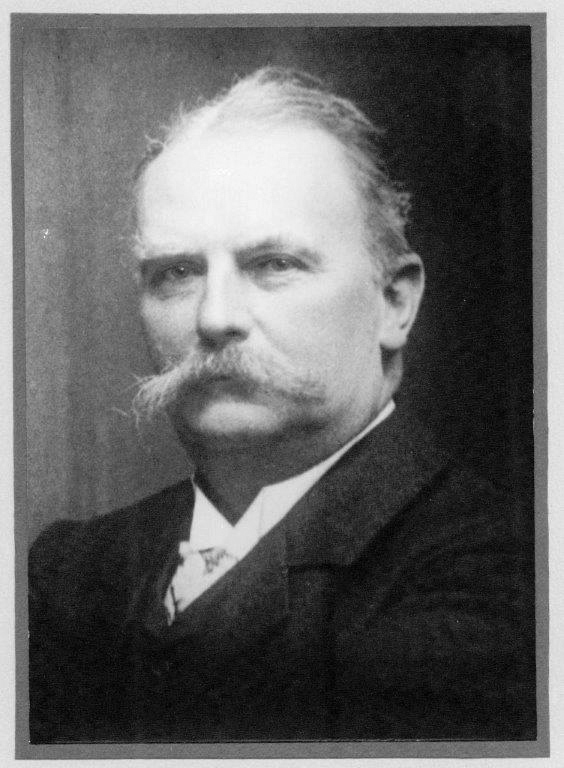
Arnold Diedrich Wilhelm Rimpau (* 29. August 1842 in Schlanstedt; † 20. Mai 1903 in Woltersdorf in Pommern)

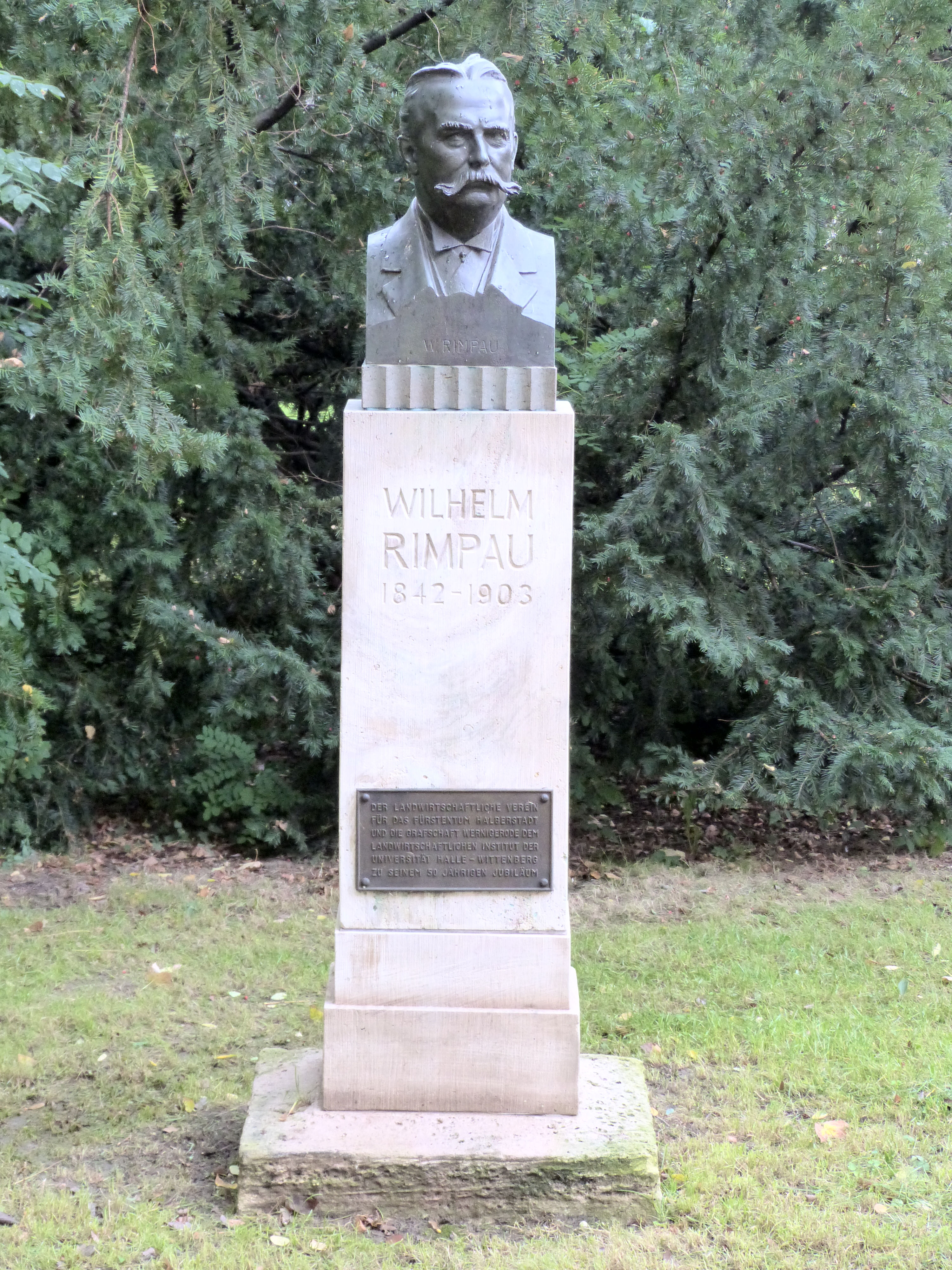
Büste Wilhelm Rimpaus auf dem Steintor-Campus in Halle (Saale)

Arnold Diedrich Wilhelm Rimpau (* 29. August 1842 in Schlanstedt; † 20. Mai 1903 in Woltersdorf in Pommern) war ein deutscher Landwirt und Pflanzenzüchter.
Rimpaus blütenbiologische Untersuchungen der europäischen Hauptgetreidearten und Betarüben, seine inner- und zwischenartlichen Kreuzungen bei Getreide und bedeutenden Zuchterfolge bei Weizen und Triticale leiteten im letzten Drittel des 19. Jahrhunderts den Aufbruch in die wissenschaftliche Pflanzenzüchtung ein.

## Leben und Wirken
Wilhelm Rimpau war der erste Sohn des Landwirtes August Wilhelm Rimpau (1814–1892) und seiner Ehefrau Sophie geb. Bode.
Nach dem Besuch des Obergymnasiums in Braunschweig 1855–1859 absolvierte er bis 1861 die Landwirtschaftslehre auf der Domäne Liebenburg bei Karl von Hoppenstedt. Ab Herbstsemester 1861 studierte Rimpau bis 1863 an der Königl. Landwirtschaftlichen Akademie Bonn-Poppelsdorf und erhielt dort entscheidende Anregungen für wissenschaftliches Arbeiten durch den Pflanzenphysiologen Julius Sachs. Nach einem ergänzenden Studium bis Herbst 1864 an der Universität Berlin unternahm er eine Studienreise nach England, der sich eine Tätigkeit als Volontär in Salzmünde anschloss.
Im April 1865 übernahm Rimpau für seinen Vater die Wirtschaftsführung auf der Domäne Schlanstedt, deren Mitpächter er 1868 wurde. Im gleichen Jahr begann er – angeregt durch Reiseerlebnisse in Schottland – einen mehrjährigen Selektionsversuch bei Roggen, dessen Misserfolg er sich durch ungenügende Kenntnisse der Blütenbiologie erklärte. Daher führte er ab 1876 blütenbiologische Untersuchungen durch, die er bei den Getreidearten und weiteren Kulturpflanzen eineinhalb Jahrzehnte lang fortsetzte. In dieser Zeit korrespondierte er u. a. mit Friedrich Körnicke, Hermann Müller, Charles Darwin und Hugo de Vries. 1882 publizierte er erste Ergebnisse eigener Kreuzungsexperimente und 1891 die Arbeit „Kreuzungsprodukte landwirthschaftlicher Kulturpflanzen“, in der er die in umfangreichen Kreuzungsexperimenten beobachteten züchterische Konsequenzen der Mendelschen Vererbungsgesetze bereits vor deren Wiederentdeckung im Jahr 1900 beschrieb.
Rimpau überführte 1889 die erste in Deutschland von ihm durch Kombinationszüchtung geschaffene Winterweizensorte „Früher Bastardweizen“ in den Großanbau. Aus seinen zwischenartlichen Kreuzungen 1888 ging der erste fertile Bastard zwischen Weizen und Roggen „Triticosecale Rimpaui Wittmack“ (heute als Triticale bezeichnet) hervor.
Die Universität Halle/Saale erkannte Wilhelm Rimpau 1894 die Ehrendoktorwürde der Philosophischen Fakultät zu und würdigte damit besonders seine blütenbiologischen Untersuchungen bei Getreide und Rüben sowie seine Zuchterfolge.
Rimpau bemühte sich, moderne Technik und Wissenschaft in die Landwirtschaft einzubringen. Er war Mitbegründer der Deutschen Landwirtschaftsgesellschaft (DLG). Er war auch als Züchter verbesserter Getreidesorten sehr erfolgreich, wobei er (wohl unwissentlich) die Erkenntnisse Gregor Mendels neu entdeckte.
Rimpau gilt nicht zuletzt wegen seiner Triticale-Roggen/Weizen-Bastardzüchtungen als „Vater der deutschen Pflanzenzüchtung“. 1894 wurde ihm von der Universität Halle die Ehrendoktorwürde verliehen.
Als Landwirt wirkte Rimpau engagiert für Fortschritte im Acker- und Pflanzenbau und in der Tierhaltung. 1869 pflügte ein Dampfpflug von John Fowler zum ersten Mal in Deutschland auf den Flächen seiner Domäne in Schlanstedt. Mit Max Eyth, Hugo Thiel und Chlodwig zu Hohenlohe-Schillingsfürst entwickelte er 1883 die Pläne, die 1885 zur Gründung der  Deutschen Landwirtschaftsgesellschaft (DLG) führten und übernahm 1886 den Vorsitz der Saatgutabteilung der DLG. Nach dem Tod seines Onkels Theodor Hermann Rimpau (1822–1888), des Begründers der Moordammkultur, bewirtschaftete er ab 1888 auch dessen Rittergut in Cunrau / Altmark.
Für seine Verdienste wurde Rimpau 1887 zum Amtsrat berufen und erhielt 1891 den „Roten Adlerorden 4. Klasse“. Ihm zu Ehren vergibt die DLG den Wilhelm-Rimpau-Preis. Sein Urenkel Jürgen Rimpau ist ebenfalls in der Familientradition Pflanzenzüchtung und der DLG engagiert.
Sein Grab befindet sich im Park von Langenstein.

## Schriften (Auswahl)
- Die Selbst-Sterilität des Roggens. Landwirtschaftliche Jahrbücher 6, 1877: 1073–1076
- Die Züchtung neuer Getreidevarietäten. Landwirtschaftliche Jahrbücher 6, 1877: 193–233
- Das Blühen des Getreides. Landwirtschaftliche Jahrbücher 11, 1882: 875–919
- Kreuzungsprodukte landwirthschaftlicher Kulturpflanzen. Berlin: Paul Parey, 1891
- Die genetische Entwicklung der verschiedenen Formen unserer Saatgerste. Landwirtschaftliche Jahrbücher 21, 1892: 699–702
- Die Bestockung des Getreides als züchterisches Moment. Jahrbuch der Deutschen Landwirtschafts-Gesellschaft 16, 1901: 210–215
- Untersuchungen über die Bestockung des Getreides. Landwirtschaftliche Jahrbücher 32, 1903: 317–336
- Frau von Branconi. Z. d. Harzvereins f. Geschichte und Altertumskunde 33, 1. Heft, 1900

Der schriftliche Nachlass befindet sich als Depositum im Landeshauptarchiv Sachsen-Anhalt (Standort Wernigerode) unter „H 137 Gutsarchiv Langenstein“.